# Dewiacja wtórna
Dewiacja wtórna – recydywa, utrwalenie się tożsamości jednostki jako dewianta, zgoda na wzmacniającą zachowania dewiacyjne stygmatyzację oraz w wyniku tego rozpoczęcie przez nią kariery dewiacyjnej. Uczenie się dewiacji jest efektem nadmiernej punitywności, izolacji jednostki i jej kontrsocjalizacji w instytucjach przeznaczonych do działań resocjalizujących.
Proces etykietowania prowadzący od dewiacji pierwotnej do wtórnej zależny jest od sytuacji, określających: kto naruszył normę, kto w wyniku tego został poszkodowany, a także od rodzaju naruszonej normy oraz osób oceniających to naruszenie. Poza tym na łatwiejsze etykietowanie wpływ mogą mieć cechy jednostki: fizyczne (np. niepełnosprawność), charakterologiczne oraz „plemienne” (wyznanie religijne, przynależność etniczna).